# Saint-Jean-d'Angély (quận)
Quận Saint-Jean-d'Angély là một quận của Pháp, nằm ở tỉnh Charente-Maritime, trong vùng Nouvelle-Aquitaine. Quận này có 7 tổng và 115 xã.

## Các đơn vị hành chính

### Các tổng
Các tổng của quận Saint-Jean-d'Angély là: 
1. Aulnay
2. Loulay
3. Matha
4. Saint-Hilaire-de-Villefranche
5. Saint-Jean-d'Angély
6. Saint-Savinien
7. Tonnay-Boutonne

### Các xã
Các xã của quận Saint-Jean-d'Angély, và mã INSEE là: 
| 1. Annepont (17011)                  | 2. Annezay (17012)                        | 3. Antezant-la-Chapelle (17013)           | 4. Archingeay (17017)                  |
| 5. Asnières-la-Giraud (17022)        | 6. Aujac (17023)                          | 7. Aulnay (17024)                         | 8. Aumagne (17025)                     |
| 9. Authon-Ébéon (17026)              | 10. Bagnizeau (17029)                     | 11. Ballans (17031)                       | 12. Bazauges (17035)                   |
| 13. Beauvais-sur-Matha (17037)       | 14. Bercloux (17042)                      | 15. Bernay-Saint-Martin (17043)           | 16. Bignay (17046)                     |
| 17. Blanzac-lès-Matha (17048)        | 18. Blanzay-sur-Boutonne (17049)          | 19. Bords (17053)                         | 20. Bresdon (17062)                    |
| 21. Brie-sous-Matha (17067)          | 22. Brizambourg (17070)                   | 23. Champdolent (17085)                   | 24. Chantemerle-sur-la-Soie (17087)    |
| 25. Cherbonnières (17101)            | 26. Chervettes (17103)                    | 27. Chives (17105)                        | 28. Coivert (17114)                    |
| 29. Contré (17117)                   | 30. Courant (17124)                       | 31. Courcelles (17125)                    | 32. Courcerac (17126)                  |
| 33. Cressé (17135)                   | 34. Dampierre-sur-Boutonne (17138)        | 35. Dœuil-sur-le-Mignon (17139)           | 36. Fenioux (17157)                    |
| 37. Fontaine-Chalendray (17162)      | 38. Fontenet (17165)                      | 39. Gibourne (17176)                      | 40. Gourvillette (17180)               |
| 41. Grandjean (17181)                | 42. Haimps (17188)                        | 43. Juicq (17198)                         | 44. La Benâte (17040)                  |
| 45. La Brousse (17071)               | 46. La Croix-Comtesse (17137)             | 47. La Frédière (17169)                   | 48. La Jarrie-Audouin (17195)          |
| 49. La Vergne (17465)                | 50. La Villedieu (17471)                  | 51. Landes (17202)                        | 52. Le Gicq (17177)                    |
| 53. Le Mung (17252)                  | 54. Les Nouillers (17266)                 | 55. Les Touches-de-Périgny (17451)        | 56. Les Éduts (17149)                  |
| 57. Les Églises-d'Argenteuil (17150) | 58. Loiré-sur-Nie (17206)                 | 59. Loulay (17211)                        | 60. Louzignac (17212)                  |
| 61. Lozay (17213)                    | 62. Macqueville (17217)                   | 63. Massac (17223)                        | 64. Matha (17224)                      |
| 65. Mazeray (17226)                  | 66. Migré (17234)                         | 67. Mons (17239)                          | 68. Nachamps (17254)                   |
| 69. Nantillé (17256)                 | 70. Neuvicq-le-Château (17261)            | 71. Nuaillé-sur-Boutonne (17268)          | 72. Néré (17257)                       |
| 73. Paillé (17271)                   | 74. Poursay-Garnaud (17288)               | 75. Prignac (17290)                       | 76. Puy-du-Lac (17292)                 |
| 77. Puyrolland (17294)               | 78. Romazières (17301)                    | 79. Saint-Crépin (17321)                  | 80. Saint-Denis-du-Pin (17277)         |
| 81. Saint-Félix (17327)              | 82. Saint-Georges-de-Longuepierre (17334) | 83. Saint-Hilaire-de-Villefranche (17344) | 84. Saint-Jean-d'Angély (17347)        |
| 85. Saint-Julien-de-l'Escap (17350)  | 86. Saint-Laurent-de-la-Barrière (17352)  | 87. Saint-Loup (17356)                    | 88. Saint-Mandé-sur-Brédoire (17358)   |
| 89. Saint-Martial (17361)            | 90. Saint-Martin-de-Juillers (17367)      | 91. Saint-Ouen (17377)                    | 92. Saint-Pardoult (17381)             |
| 93. Saint-Pierre-de-Juillers (17383) | 94. Saint-Pierre-de-l'Île (17384)         | 95. Saint-Savinien (17397)                | 96. Saint-Séverin-sur-Boutonne (17401) |
| 97. Sainte-Même (17374)              | 98. Saleignes (17416)                     | 99. Seigné (17422)                        | 100. Siecq (17427)                     |
| 101. Sonnac (17428)                  | 102. Taillant (17435)                     | 103. Taillebourg (17436)                  | 104. Ternant (17440)                   |
| 105. Thors (17446)                   | 106. Tonnay-Boutonne (17448)              | 107. Torxé (17450)                        | 108. Varaize (17459)                   |
| 109. Vergné (17464)                  | 110. Vervant (17467)                      | 111. Villemorin (17473)                   | 112. Villeneuve-la-Comtesse (17474)    |
| 113. Villiers-Couture (17477)        | 114. Vinax (17478)                        | 115. Voissay (17481)                      |                                        |